# 데스피나 반디
데스피나 반디(그리스어: Δέσποινα Βανδή, 1969년 7월 22일 ~ )는 그리스의 가수이다.